# Caposelvi
Caposelvi is een plaats (frazione) in de Italiaanse gemeente Montevarchi.